# Danilo Bertotto
Danilo Bertotto (Luserna San Giovanni, 11 gennaio 1969) è un allenatore di hockey su ghiaccio ed ex hockeista su ghiaccio italiano.

## Carriera
Da giocatore ha vestito in massima serie le maglie del Varese (con cui ha vinto il titolo italiano nel 1988-1989) e del Como, e in seconda serie quella dello stesso Como e quella del Valpellice, con cui ha fatto le giovanili. Ha disputato anche un incontro di Alpenliga con la maglia del Milano 24.
Con le selezioni nazionali giovanili, Bertotto ha disputato due edizioni del campionato europeo di hockey su ghiaccio Under-18 e 
Del Como è stato anche a più riprese allenatore, sia della prima squadra che delle giovanili, oltreché della squadra femminile.
Nella stagione 2004/2005 ha giocato nella Serie A1 del campionato italiano di hockey in line nella squadra degli All Blacks Monza.

## Palmarès
- Campionato italiano: 1

Varese: 1988-1989